# Liste der Biografien/Vek
Liste der Biografien |
Portal Biografien |
Personensuche
# |
A |
B |
C |
D |
E |
F |
G |
H |
I |
J |
K |
L |
M |
N |
O |
P |
Q |
R |
S |
T |
U |
V |
W |
X |
Y |
Z |
?
 
Va |
Ve |
Vh |
Vi |
Vj |
Vl |
Vn |
Vo |
Vr |
Vs |
Vt |
Vu |
Vy
 
Vea |
Veb |
Vec |
Ved |
Vee |
Veg |
Veh |
Vei |
Vej |
Vek |
Vel |
Vem |
Ven |
Veo |
Veq |
Ver |
Ves |
Vet |
Veu |
Vev |
Vex |
Vey |
Vez
Die Liste der Biografien führt alle Personen auf, die in der deutschsprachigen Wikipedia einen Artikel haben. Dieses ist eine Teilliste mit 18 Einträgen von Personen, deren Namen mit den Buchstaben „Vek“ beginnt.

## Vek
- Vek, Tom (* 1981), britischer Musiker

### Veke
- Vekeman, Dirk (1960–2013), belgischer Fußballspieler
- Vekemans, Elien (* 2001), belgische Stabhochspringerin
- Vekemans, Koen (* 1966), belgischer Radrennfahrer
- Vekemans, Lot (* 1965), niederländische Dramatikerin
- Vekemans, Willy (* 1945), belgischer Radrennfahrer
- Veken, Karl (1904–1971), deutscher Schriftsteller

### Veki
- Vekić, Donna (* 1996), kroatische TennisspielerinDonna Vekić (* 1996)

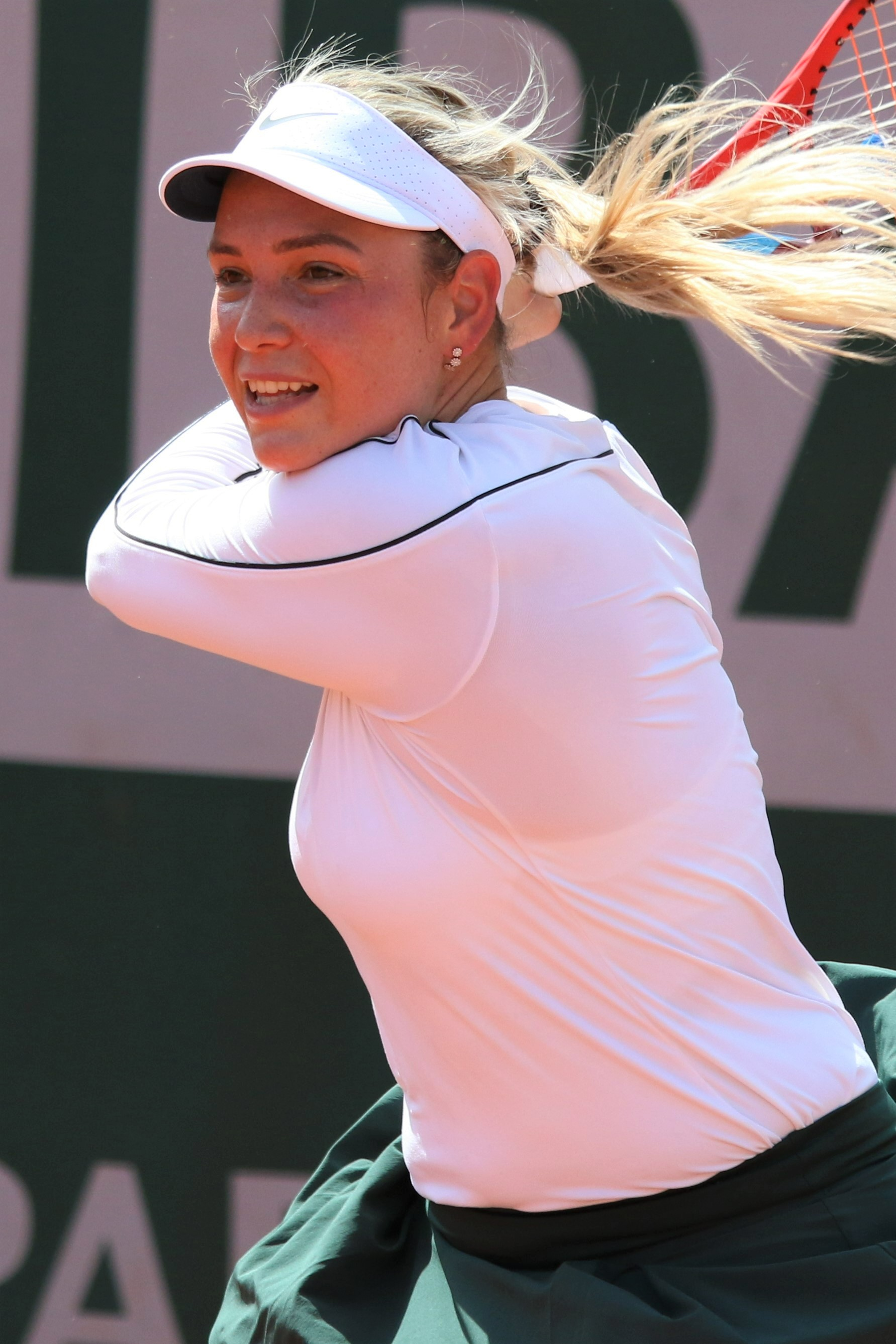
Donna Vekić (* 1996)

- Vekić, Igor (* 1998), slowenischer Fußballtorhüter
- Vekić, Ivan (1938–2014), jugoslawischer und kroatischer Politiker
- Vekić, Luka (* 1995), slowenischer Fußballspieler
- Vekiloğlu, Varol (* 1983), deutsch-türkischer Boxer

### Vekk
- Vekkeli, Minka (* 1992), finnische Fußballschiedsrichterin
- Vekkilä, Jari (* 1975), finnischer Basketballspieler

### Vekl
- Veklenko, Jurijus (* 1990), litauischer Pop-Sänger

### Veko
- Veković, Divna (1886–1944), montenegrinische Ärztin, Autorin und Übersetzerin

### Veks
- Vekšin, Nikolai (1887–1951), estnischer bzw. sowjetischer Segler
- Veksler, Misha (1907–1943), litauischer Komponist, Pianist und Dirigent